# Nieu-Bethesda
Nieu-Bethesda (englisch: New Bethesda) ist eine Kleinstadt in der Gemeinde Dr Beyers Naudé, Distrikt Sarah Baartman, Provinz Ostkap in Südafrika. Sie liegt 40 Kilometer von Graaff-Reinet entfernt. 2011 hatte die Stadt 1540 Einwohner; das Stadtgebiet ist 1,6 km breit und 3,2 km lang.
Gegründet wurde die Stadt 1875. Benannt wurde sie unter Bezug auf die biblische Zisterne Bethesda durch den Prediger Andrew Murray, welcher mit den Treckburen durch die Karoo zog. Wirtschaftlich lebt die Stadt hauptsächlich von der Viehzucht. Ab etwa 2000 haben sich vermehrt Künstler niedergelassen.

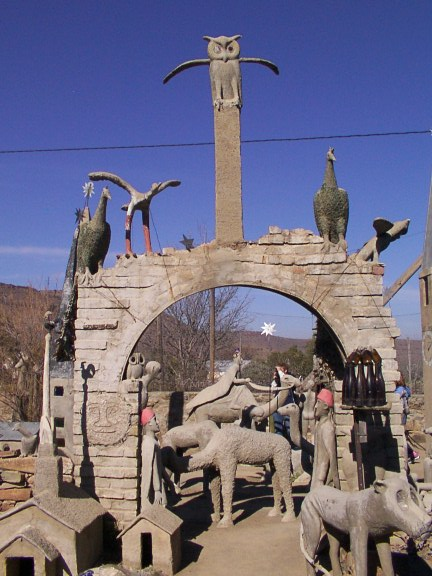
Kunst am Owl House

Bekannt wurde der Ort durch die Künstler Helen Martins und Koos Malgas. Obwohl Martins eine Weiße und Malgas ein Coloured war, lebten sie gemeinsam im Owl House, das später zum Museum wurde.
Das Kitching Fossil Exploration Center zeigt Fundstücke des Fossiliensammlers James Kitching, der in der Nähe aufwuchs.